# Streitraum

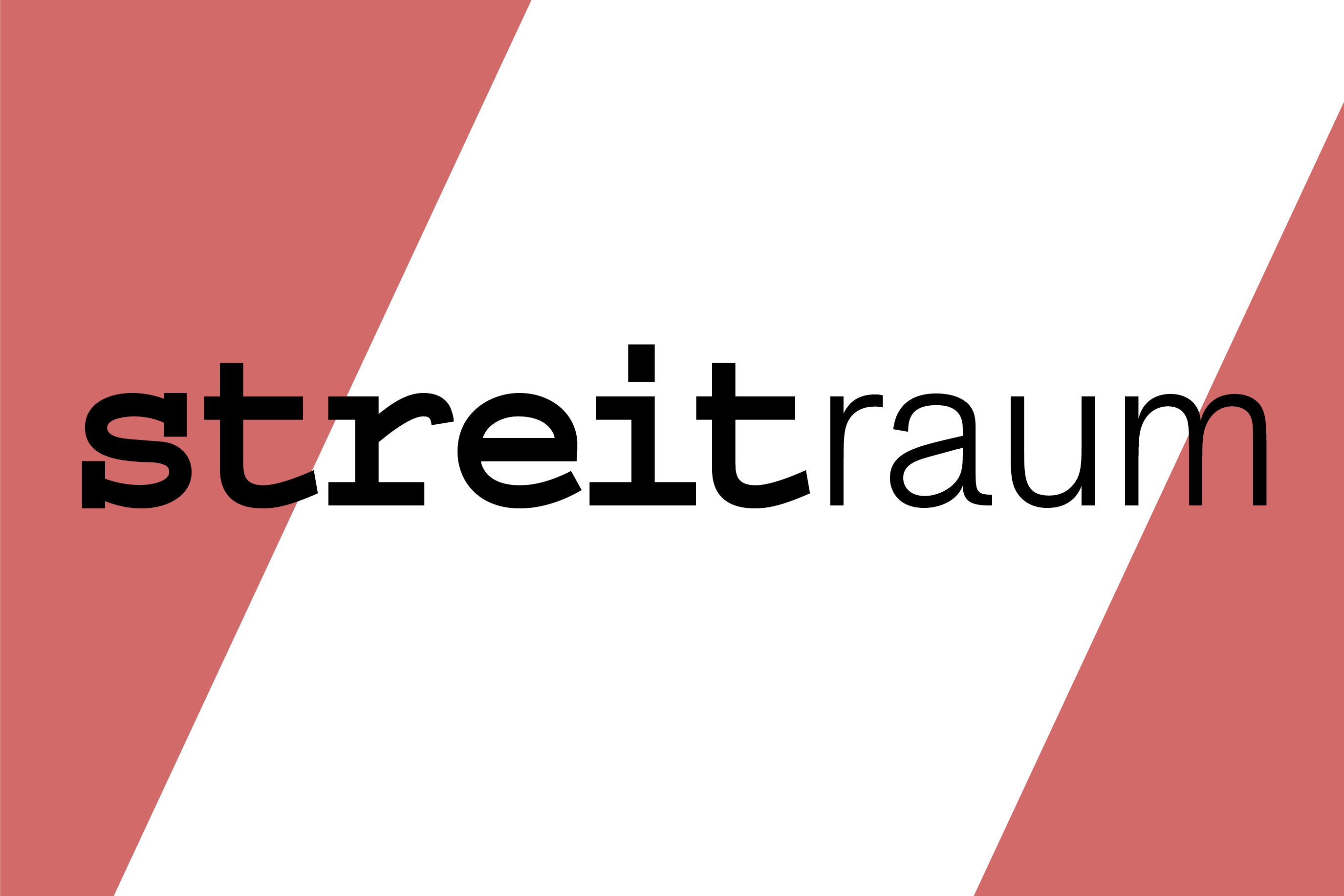
Logo der Veranstaltungsreihe Streitraum der Schaubühne am Lehniner Platz, Berlin

Streitraum ist eine Veranstaltungsreihe, die seit Februar 2000 von der Schaubühne am Lehniner Platz in Berlin angeboten wird. Jede Spielzeit steht unter einem aktuellen politischen, gesellschaftlichen oder wirtschaftlichen Oberthema. In vier- bis sechswöchigem Abstand werden in moderierten Podiumsgesprächen einzelne Aspekte des Themas von internationalen Gästen aus Sozial- und Geisteswissenschaften, Politik und Kultur sowie Experten aus den Bereichen Technik, Medien und Naturwissenschaft beleuchtet.

## Charakteristika
Streitraum wird kuratiert von der Journalistin und Autorin Carolin Emcke, die seit 2004 auch moderiert. Zu Beginn jeder Veranstaltung stellt sie klar, warum der Name Streitraum ein „Etikettenschwindel“ ist: Es werde nicht gestritten, sondern gemeinsam nachgedacht. Am Ende öffnet sich das Forum für Fragen aus dem Publikum. Für jede Spielzeit gibt es ein Oberthema aus dem politischen, gesellschaftlichen oder wirtschaftlichen Bereich.

## Geschichte
Die Schaubühne am Lehniner Platz in Berlin veranstaltet seit Januar 2000 die Reihe Streitraum und lädt dazu in vier- bis sechswöchigem Rhythmus jeweils Sonntag um 12 Uhr Experten aus den Kultur-, Sozial- oder Geisteswissenschaften des In- und Auslands ein.
Die Anfänge des Streitraums gehen ins Jahr 1996 zurück. Damals wurde die Reihe in der Baracke am Deutschen Theater Berlin unter der Leitung von Jens Hillje angeboten.

## Beispiel für Themenstrukturierung über eine Spielzeit
Das Thema der Spielzeit 2014/2015, Auf der Suche nach der Demokratie – oder: Öffentlichkeit und Misstrauen, wurde mit Keine Demokratie. Nirgends? eröffnet. Im Gespräch mit Deirdre Curtin, Professorin für Europäisches Recht, ging es um die Rolle von Wirtschaft und Geheimdiensten als politische Akteure.
In der darauffolgenden Veranstaltung diskutierten Alain Badiou und Thomas Ostermeier aus der Sicht von Philosophie und Theater die Frage der Legitimität und Autorität von Demokratie.
Zwei Streitraum-Termine im Abstand von einigen Monaten wurden für einen Blick auf die aktuelle politische Situation in Russland und der Ukraine angesetzt. Unter dem Titel Denk ich an Russland … tauschten sich Carolin Emcke und ihre Gäste, darunter Alice Bota, Nino Haratischwili und Katja Petrowskaja, darüber aus, welche Bedeutung Fiktion für einen Blick auf die aktuelle politische Situation in diesen Regionen hat.

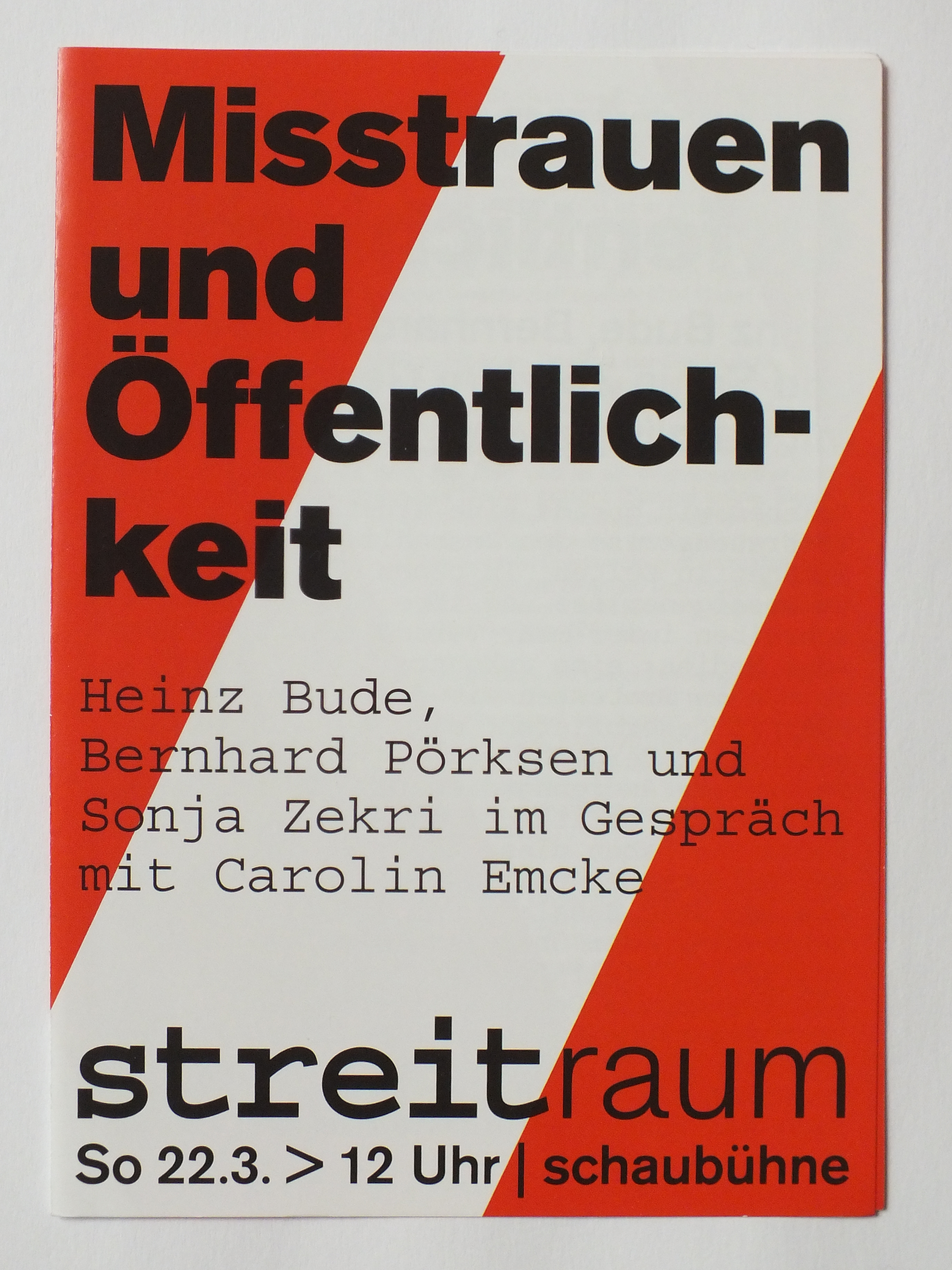
Ankündigungsflyer zur Veranstaltung Misstrauen und Öffentlichkeit der Veranstaltungsreihe Streitraum der Schaubühne am Lehniner Platz, Berlin, 22. März 2015

Eine weitere Veranstaltung konzentrierte sich auf die Innenpolitik: Der NSU-Prozess war das Thema von Rechtsradikalismus – im blinden Fleck der Demokratie? mit Aiman Mazyek, Christoph Möllers, Özlem Topçu und der Anwältin Antonia von der Behrens.
Auf die Suche nach einer Klärung der Beziehung von Mensch und Stadt begab sich Carolin Emcke vier Wochen später mit dem indisch-amerikanischen Schriftsteller Suketu Mehta, während die nächste Veranstaltung, Misstrauen und Öffentlichkeit mit Heinz Bude, Bernhard Pörksen und Sonja Zekri, die Vertrauenskrise des Journalismus zum Thema hatte.
Der folgende Streitraum stellte eine Verbindung zu einem an der Schaubühne aufgeführten Stück her. Milo Raus Theaterstück The Civil Wars, das von der Schaubühne koproduziert worden war, eröffnete im April 2015 in diesem Theater das Festival Internationale Neue Dramatik (F.I.N.D.). Ausgehend von diesem Stück widmeten sich in der Podiumsdiskussion Milo Rau, die Leiterin des Instituts für Islamwissenschaft an der Freien Universität Berlin Gudrun Krämer und die Bundestagsabgeordnete Franziska Brantner mit Carolin Emcke der „Frage nach der Idee von Europa inmitten der Herausforderungen von Radikalisierung, Entsolidarisierung und Gewalt“.
In der Abschlussveranstaltung der Spielzeit stellte der Kulturtheoretiker Klaus Theweleit Verbindungen zwischen seinen Analysen zur Lust am Töten und dem politischen Diskurs über Gewalt her.

## „Antisemitismus in Ungarn – Was tun?“ (2012)
Im Streitraum vom 15. Januar 2012 diskutierten zum Thema Antisemitismus in Ungarn – Was tun? die Philosophin Ágnes Heller, der Publizist Paul Lendvai, der Theaterwissenschaftler Ivan Nagel und der Pianist András Schiff. Die Veranstaltung verfolgte die Absicht, das Erstarken von Antisemitismus und Fremdenfeindlichkeit in Ungarn zu untersuchen und wollte „darauf aufmerksam machen, was da jenseits aller europäischen Normen geschieht.“
Während Schiff die Stimmung im Land „beängstigend“ nannte, konnte Paul Lendvai keinen „von der Regierung gesteuerten“ Antisemitismus erkennen. Doch es „sei in der Medienlandschaft ein offen antijüdischer Affekt gesellschaftsfähig geworden.“
Ágnes Heller, die im Gegensatz zu den anderen Gästen noch in Ungarn lebt, nahm im Lauf der Diskussion die ungarische Bevölkerung „gegen allzu pauschale Verurteilungen in Schutz.“
Lendvai und Heller brachten die gegenwärtige Situation mit den ungarischen Traumata des 20. Jahrhunderts in Verbindung: den großen Gebietsverlusten nach dem Ersten Weltkrieg gemäß dem Vertrag von Trianon und dem Ungarischen Volksaufstand, bei dem sich Ungarn von der Welt im Stich gelassen gefühlt hatte. Ivan Nagel dagegen sah in der vermeintlichen Opferrolle Ungarns eine „Opferideologie“, die die Angehörigen der jüdischen Bevölkerungsgruppen erneut zum Sündenbock mache.
Die Diskutierenden waren sich einig in dem Wunsch nach einer „stärkeren Zivilgesellschaft, die auch konservative Stimmen mittragen“ sowie nach einem wachsamen Blick auf die „Einhaltung demokratischer Werte“ bei Wirtschaftshilfen von Europäischer Union und Internationalem Währungsfonds. In der abschließenden Diskussion kam aus dem Publikum der Vorschlag, ein Spendenkonto für „Gelder für die demokratische Opposition und unabhängige Medien“ zu schaffen.

## Sonderreihe „Streitraum extra“
Gelegentlich findet aus aktuellem Anlass auch ein Streitraum extra statt, dessen Gegenstand unabhängig vom Oberthema der Spielzeit ist. Beispiele hierfür waren 2013 Asyl in Deutschland!? Zur Situation der Flüchtlinge in Deutschland 20 Jahre nach dem ‚Asylkompromiss‘ und die Gespräche mit Andreas Huckele über Macht, Sexualität und Gewalt sowie mit David Grossman über Trauer, Eine ausgesandte Frage.
Im Dezember 2015 wurde als Streitraum extra eine Lesung zum Thema Flucht mit Lars Eidinger, Nina Hoss, Eva Meckbach, Terézia Mora, Thomas Ostermeier, Katja Petrowskaja, Najem Wali, Liao Yiwu und Carolin Emcke veranstaltet. Mit dieser Benefizveranstaltung unterstützte die Schaubühne Pro Asyl und rief zu Spenden für diese Organisation auf.

## Rezeption
Jason Farago von BBC Culture bezeichnete den Streitraum als „an intelligent and aggressive public lecture series.“ (, deutsch: „ein Veranstaltungsformat mit geistreichen Podiumsdiskussionen, in denen kein Blatt vor den Mund genommen wird“) Roland Dantz, Oberbürgermeister der Stadt Kamenz, benutzte Streitraum als stehenden Begriff, als er 2015 anlässlich der Verleihung des Lessing-Preises des Freistaates Sachsen bei der Begrüßung der Preisträgerin Carolin Emcke sagte: „Wir befinden uns im Ratssaal oder besser dem Bürgersaal unserer Stadt. Hier prallen mitunter sehr unterschiedliche Ansichten aufeinander, wenn Sie so wollen, Weltanschauungen und damit, sehr geehrte Frau Carolin Emcke, begrüße ich Sie in einem Streitraum.“

## Finanzierung
Streitraum wird seit 2007 gemeinsam mit der Bundeszentrale für politische Bildung veranstaltet und von ihr finanziell gefördert. Ihr Leiter, Thomas Krüger, war bei einigen Streitraum-Veranstaltungen Gast auf dem Podium. Die Kooperation ermöglicht mit 6,00 Euro (seit der Spielzeit 17/18) einen niedrigen Eintrittspreis, für Ermäßigungsberechtigte beträgt der Eintritt 2,00 Euro.

## Presseberichte (Auswahl)
- Andreas Bock: Streitraum: Hass im Staate Orbán. Ungarische Intellektuelle diskutierten in Berlin über den Antisemitismus in Ungarn. In: Jüdische Allgemeine, 16. Januar 2012, abgerufen am 25. Februar 2015.
- Johannes Boie: Antisemitismus. Thema verfehlt. Eine Diskussion über Antisemitismus in der Mitte der Gesellschaft. In: Jüdische Allgemeine, 8. Februar 2007, abgerufen am 28. Februar 2015.
- Carolin Emcke im Gespräch mit Peter Laudenbach: Streitraum über Antisemitismus in Ungarn. Carolin Emcke über die Diskussion „Antisemitismus in Ungarn – was tun?“ im Streitraum der Schaubühne. In: tip Berlin, 12. Januar 2012, abgerufen am 12. Februar 2015.
- Caroline Fetscher: Slavoj Zizek: Her mit dem Sinn! In: Der Tagesspiegel, 13. November 2000, abgerufen am 28. Februar 2015.
- Lucy Fricke: Streiten über die Liebe. Carolin Emcke spricht mit der israelischen Soziologin Eva Illouz über die Politik der Gefühle. In: Berliner Morgenpost, 1. Oktober 2013, abgerufen am 25. Februar 2015.
- Richard Herzinger: In Ungarn ist der Antisemitismus wieder hoffähig. In der Berliner Schaubühne diskutierten vier ungarische Intellektuelle über die Lage in ihrem Heimatland. In: Die Welt, 16. Januar 2012, abgerufen am 25. Februar 2015.
- Gerwin Krüger: Sein Bild in unserem Spiegel. Islam oder Moderne? Abu Zaid und Navid Kermani diskutieren im Streitraum der Schaubühne. In: Der Tagesspiegel, 26. November 2002, abgerufen am 28. Februar 2015.
- Sabine am Orde: Streitraum Schaubühne. Islam. Es gibt die moderne Muslimin, Publizistin und Schriftstellerin, die sich öffentlich zeigt. In: Die Tageszeitung, 23. Februar 2010, abgerufen am 28. Februar 2015.
- Esther Slevogt: Nicht Opfermentalität, sondern Opferideologie. Streitraum an der Schaubühne Berlin – Antisemitismus in Ungarn: Was tun? In: nachtkritik.de, 17. Januar 2012, abgerufen am 12. Februar 2015.
- Julia Solinski: Digitale Demokratie oder digitale Elite? In: politik-digital.de, 7. Januar 2013, abgerufen am 28. Februar 2015.
- Steffen Vogel: Widerstand braucht Theorie. In: Der Freitag, 21. März 2010, abgerufen am 28. Februar 2015.